# 雅典娜姆艺术博物馆
雅典娜姆艺术博物馆（芬蘭語：Ateneumin taidemuseo），又称阿黛濃美術館，是位於芬蘭赫爾辛基的一家美術館，也是芬兰国立画廊的組成部分之一，位於赫爾辛基市中心，赫爾辛基中央火車站對面。雅典娜姆的古典藝術藏品數量超过20,000件，位居芬蘭之冠。美術館的建築本身也是一座藝術品。以前芬兰美术学院和赫尔辛基艺术设计大学也曾在该建筑内，但自1991年起该建筑成为专门的博物馆。该建筑为芬兰政府拥有。

## 名称
博物馆的名字来源于雅典娜，知识和智慧女神及政治事务的守护者。雅典娜姆（Ateneum）意为雅典娜神庙。

## 收藏品
雅典娜姆美术馆的藏品丰富，包括从18世纪洛可可风格的画像到20世纪的各种实验性艺术运动的芬兰艺术品。藏品中还包括约650件国际艺术品。其中之一是梵高的《瓦兹河畔欧韦的街道》（Street in Auvers-sur-Oise，1890年）：当该油画在1903年被博物馆收藏时，雅典娜姆美术馆成为世界上第一个收藏梵高作品的博物馆。其它著名的作品有阿尔贝特·埃德费尔特的《卢森堡公园》（The Luxembourg Garden，1887年）、阿克塞利·加伦-卡勒拉的《爱诺三联画》（1891年）、埃罗·耶内费尔特的《刀耕火种》（1893年）及胡戈·辛贝里的《受伤天使》（The Wounded Angel，1903年）。

### 著名藏品

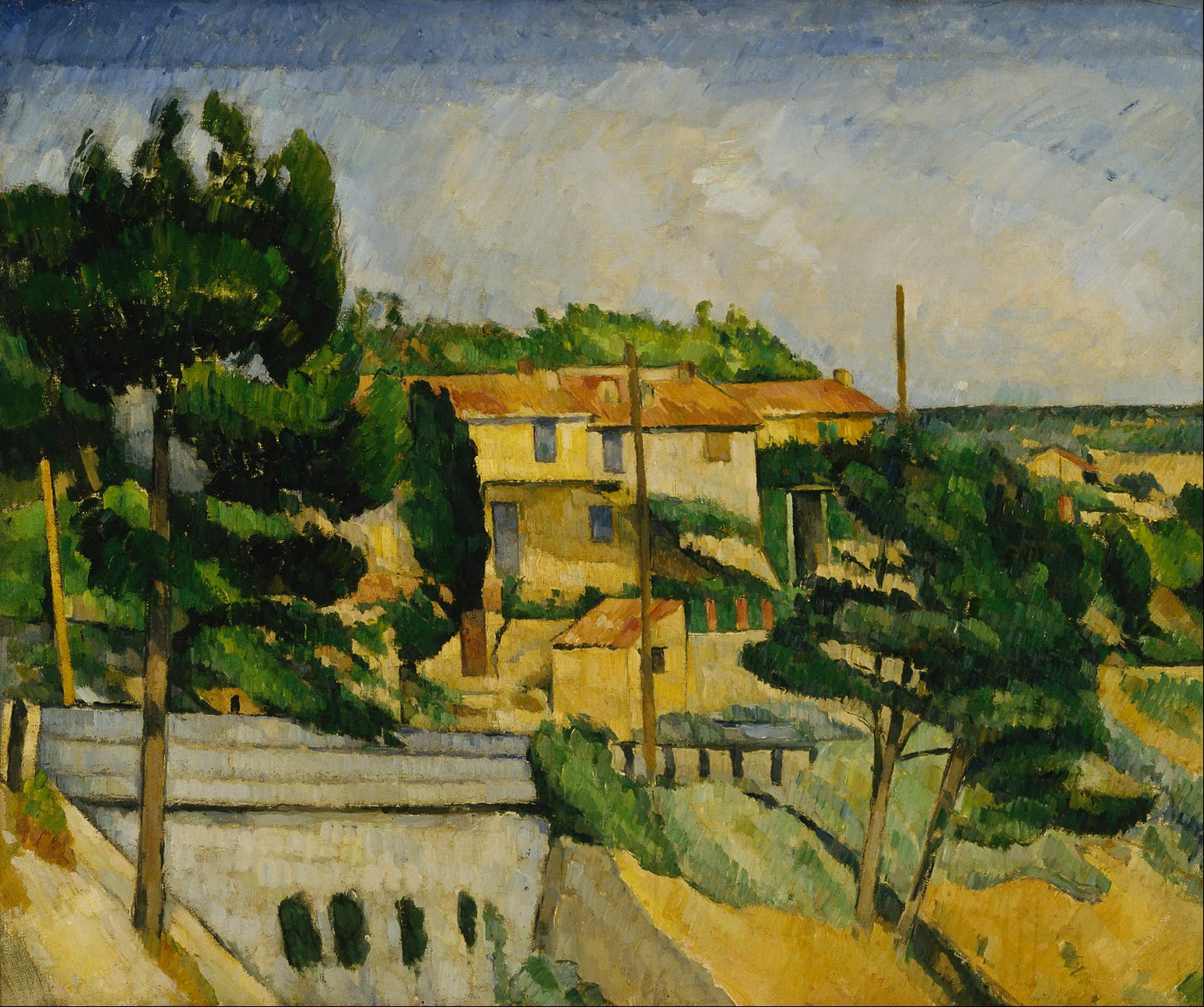
保罗·塞尚：《The Road Bridge at L'Estaque》（1879/1882）
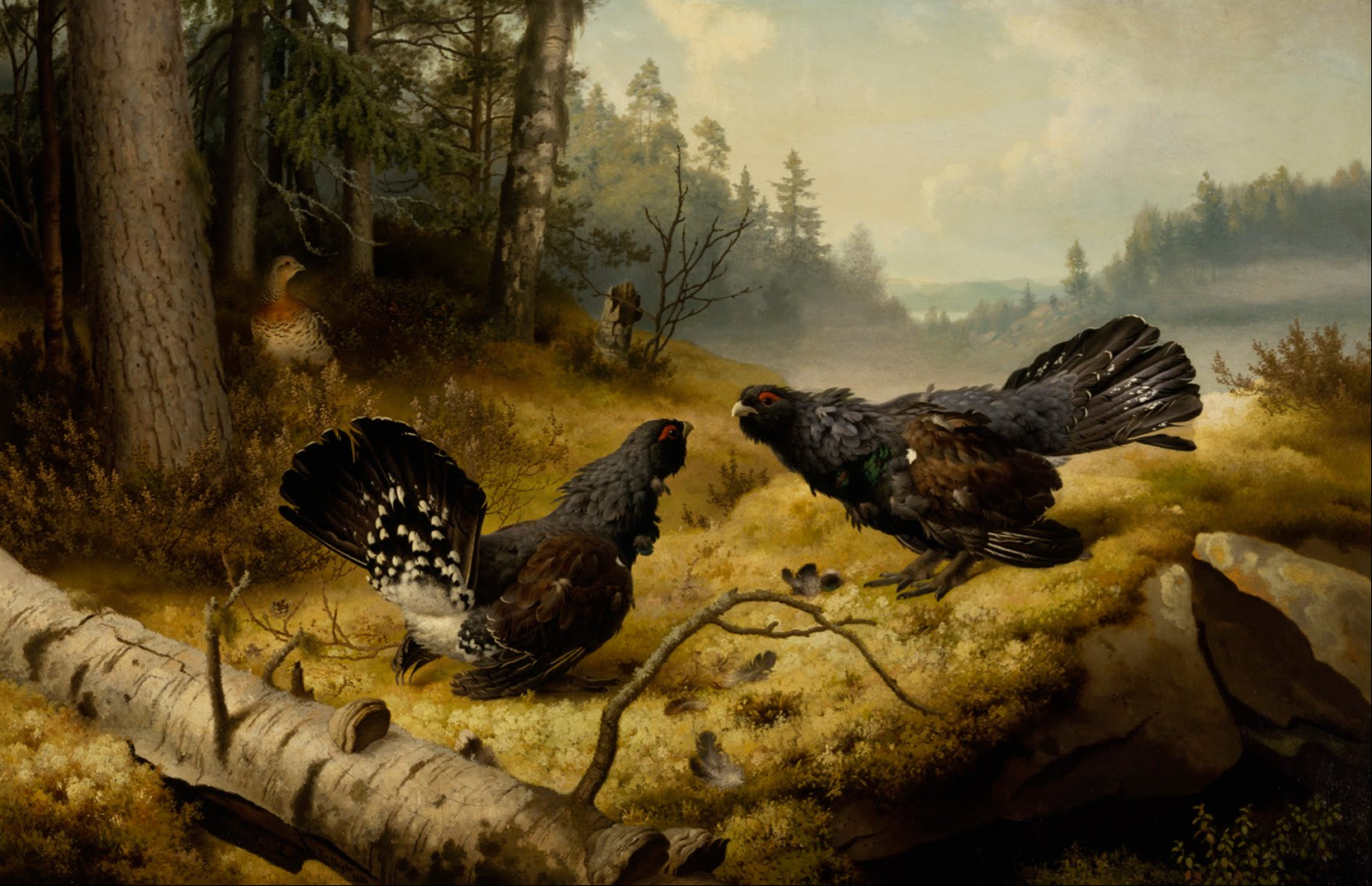
费迪南德·冯·弗里格特（英语：Ferdinand von Wright）：《对峙的松鸡》（芬蘭語：Taistelevat metsot，1886）
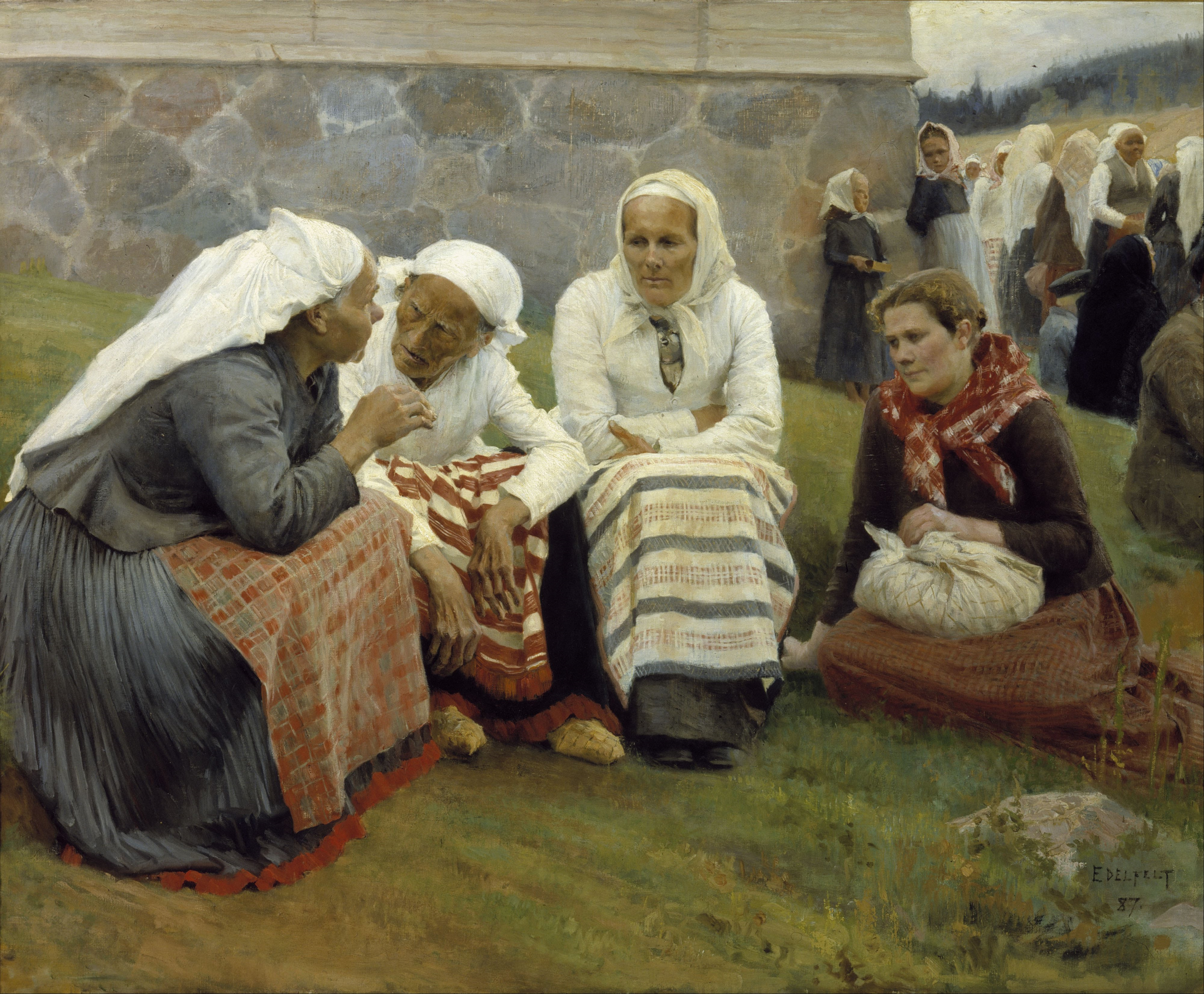
阿尔贝特·埃德费尔特：《教堂外的鲁奥科拉赫蒂妇女》（芬蘭語：Ruokolahden eukkoja kirkonmäellä，1887）
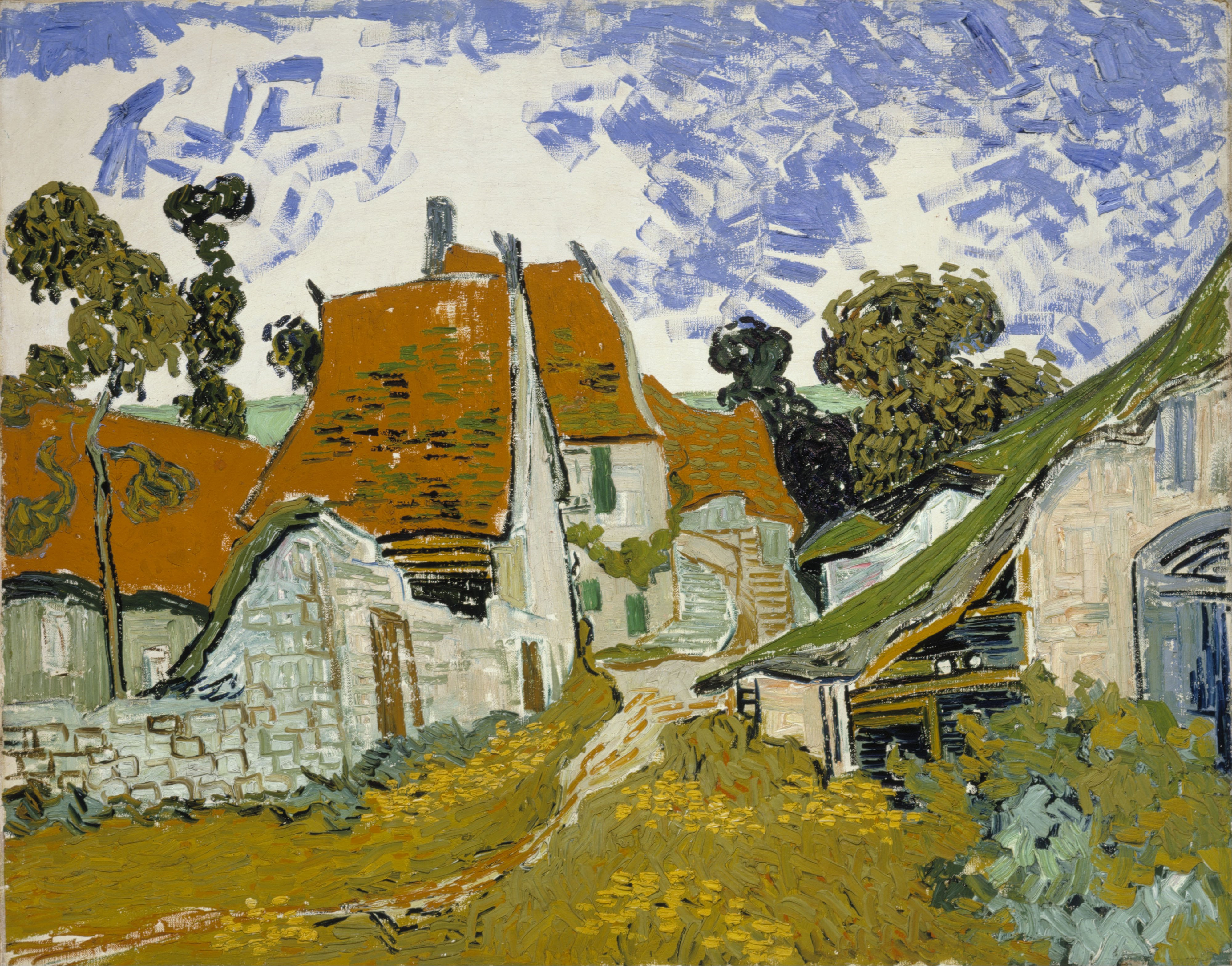
文森特·梵高：《瓦兹河畔欧韦的街道》（Street in Auvers-sur-Oise，1890）
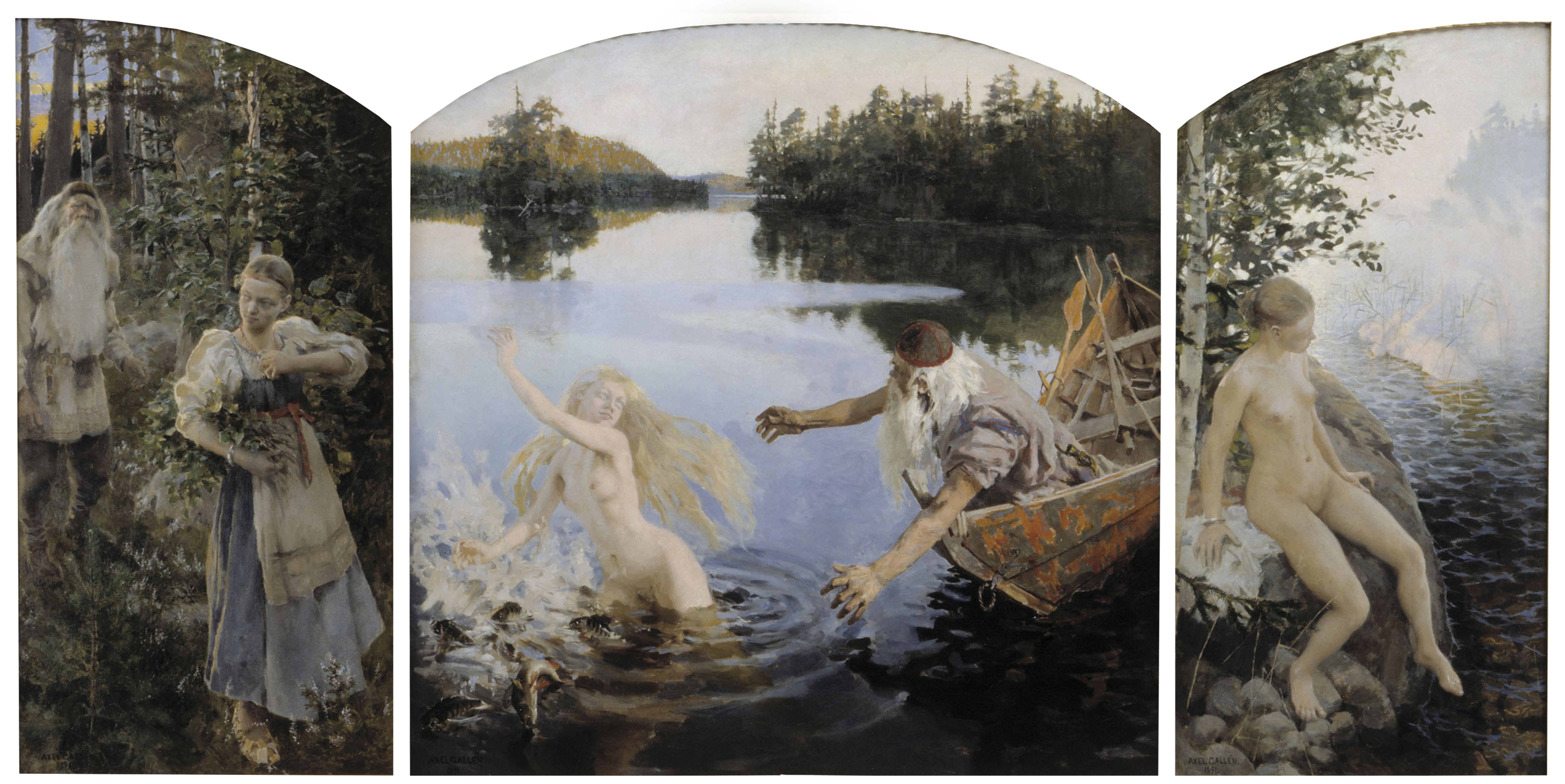
阿克塞利·加伦-卡勒拉：《爱诺三联画》（Aino Triptych，1891）
埃罗·耶内费尔特：《刀耕火种》（芬蘭語：Raatajat rahanalaiset，1893）
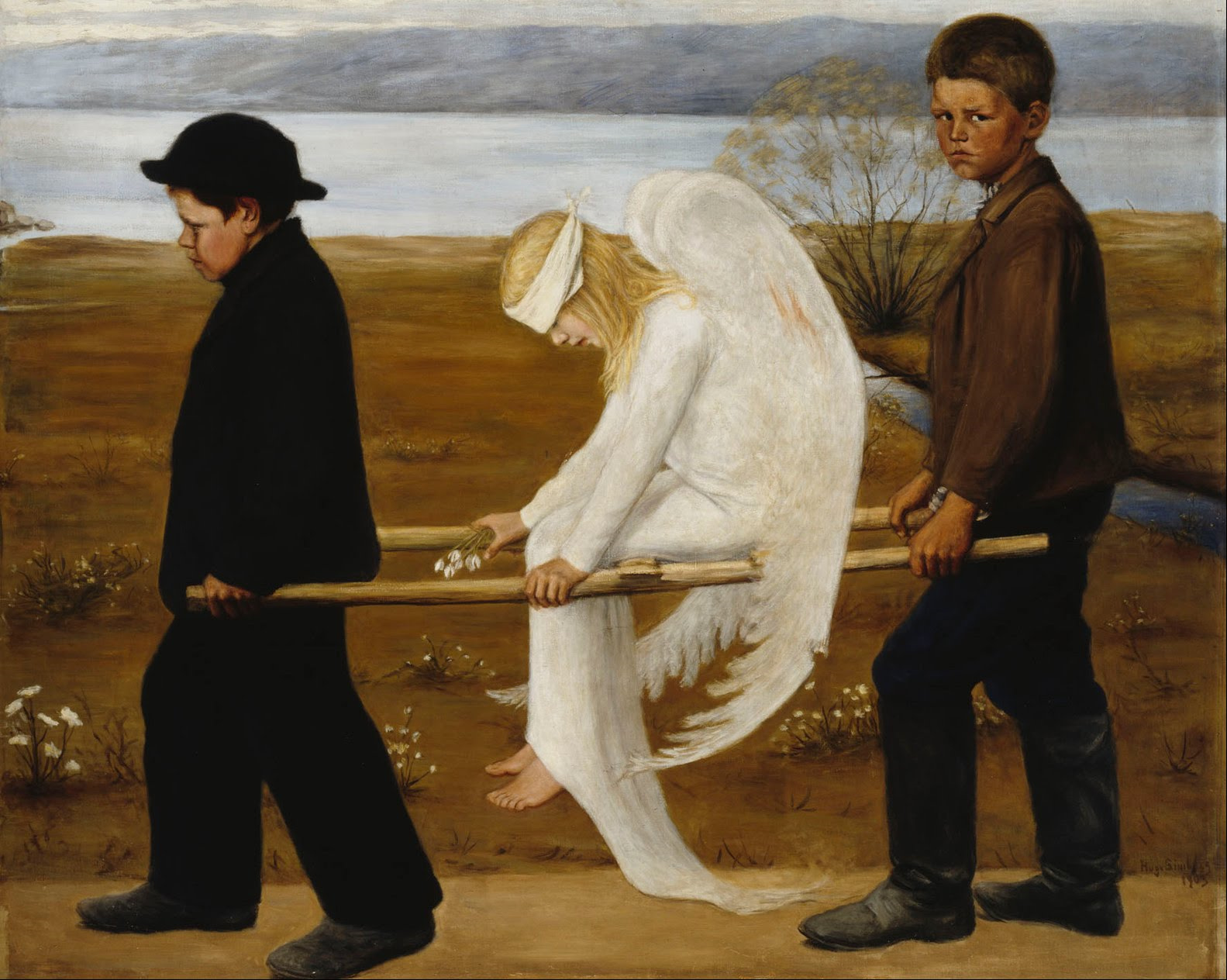
胡戈·辛贝里：《受伤天使》（The Wounded Angel，1903）
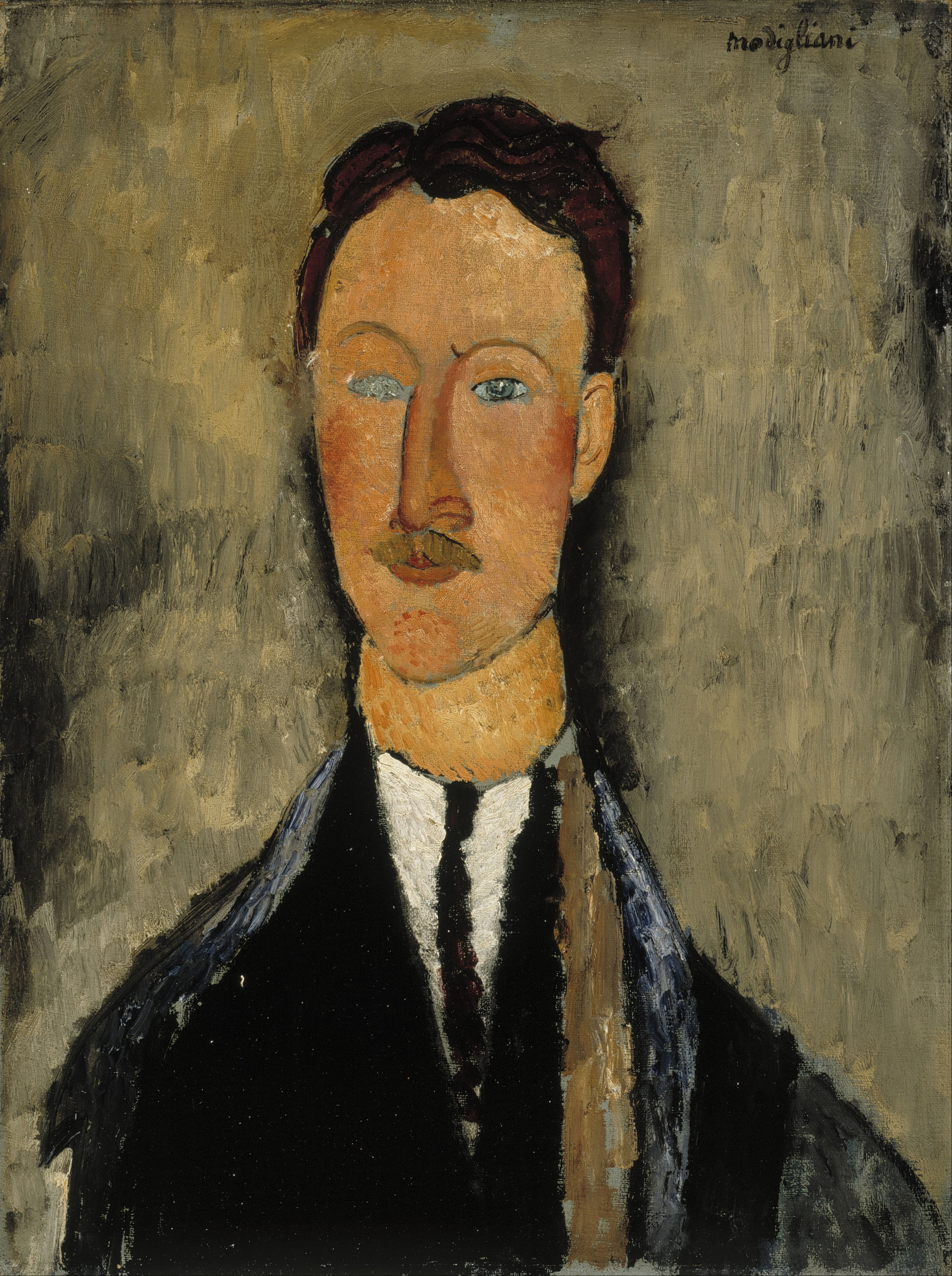
阿梅代奥·莫迪利亚尼：《Portrait of the Artist Léopold Survage》（1918）

## 建筑

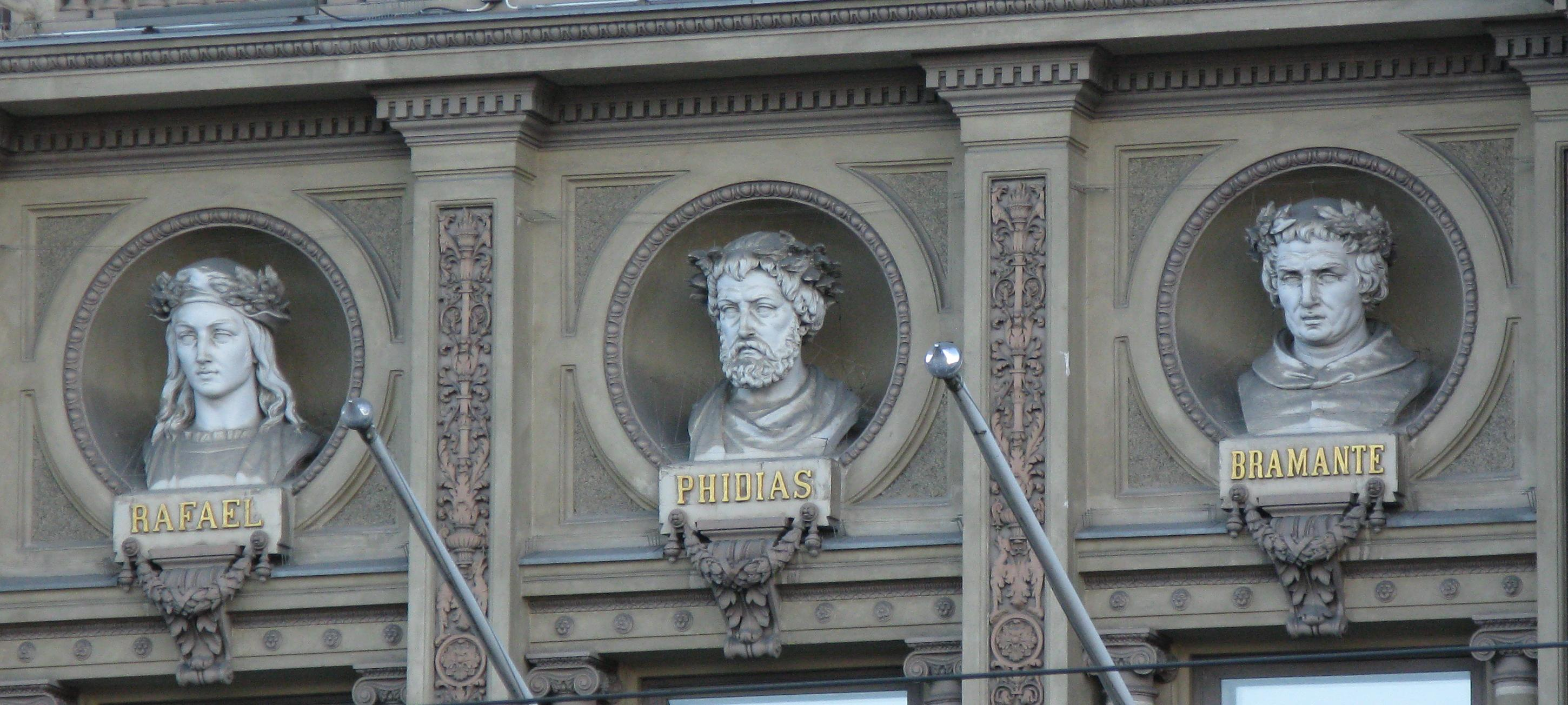
拉斐尔、菲狄亚斯和伯拉孟特的胸像

雅典娜姆建筑本身是由特奥多尔·赫耶尔设计，并在1887年完工的。
雅典娜姆正面外墙上装饰有很多具有象征意义的雕像和浮雕。在大门上方的二楼墙面上有三位古典艺术家的胸像：建筑师伯拉孟特、画家拉斐尔和雕塑家菲狄亚斯。胸像上方的三楼墙面上有四尊支撑三角楣饰的女像柱，这些女像柱象征着四种古典艺术形式：雕塑、油画、几何、及建筑。在正面外墙上有一系列的雕塑，展现艺术女神雅典娜在保佑各种艺术形式的艺术品。这些雕塑是由卡尔·埃内亚斯·舍斯特兰德制作的。在二楼窗户的中间有16幅纪念章式的浮雕，这些浮雕是由维勒·瓦尔格伦制作的，表现的是他同时代中芬兰最著名的创造性艺术家，包括画家亚历山大·劳雷乌斯、维尔纳·霍尔姆贝里和建筑师卡尔·卢德维格·恩格尔。
在三角楣饰的下方有一个拉丁词句：，意为“团结令细微茁壮”。在赫尔辛基这通常理解为当时芬兰艺术界人士为了建立这个艺术博物馆所做的长时间的努力。

## 外部連結
- 官方网站  （文） （瑞典文） （英文） （俄文）